# 블랜포드-즈나이엑 과정
블랜포드-즈나이엑 과정(영어: Blandford-Znajek process)은 회전하는 블랙홀의 에너지를 추출하는 기작으로, 로저 블랜포드와 로먼 즈나이엑이 1977년에 발표하였다. 이 과정은 퀘이사가 어떻게 동력을 얻는지에 관한 최적의 설명 중 하나이다. 블랙홀의 작용권은 펜로즈 과정에서처럼 블랜포드-즈나이엑 과정에서도 중요한 역할을 한다. 블랙홀로부터 엄청난 에너지와 각운동량을 추출하기 위해, 블랙홀 주변의 전자기장이 자기권류(magnetospheric current)에 의해 변화하여야 한다. 그러한 흐름의 동력을 불어넣기 위해서 전자기장은 차단되지 않아야 하며, 따라서 멀리 있는 물체에 의한 작용권 내의 진공장은 비차단된 요소를 가져야 한다. 이를 통해 강력한 전기복사장에서 e+/e- 쌍이 쏟아져 나오게 되는데, 블랜포드-즈나이엑 과정은 그에 관한 이론 중 가장 선호받는 이론이다. 작용권이 그 내부에서 자기권을 회전하게 만들기 때문에, 각운동량속의 방출로 인해 블랙홀의 에너지 추출이 발생한다.
블랜포드-즈나이엑 과정이 일어나기 위해서는 회전하는 블랙홀 주변에 강력한 향극자기장을 가진 강착원반이 있어야 한다. 이 때의 자기장은 원통 시간 공간에서 빛의 속도에 달하는 에너지 밀도 수준의 회전에너지를 추출하여 방출한다.
{\displaystyle P=B^{2}\left({\frac {r}{r_{c}}}\right)^{4}r_{c}c={\frac {B^{2}r^{4}\omega ^{2}}{c}}}
여기서 B는 자기장의 세기, {\displaystyle r_{c}}는 빛의 속도 반경, ω는 각운동량이다.

## 같이 보기
- 펜로즈 과정
- 호킹 복사
- 제트 (천문학)